# كونار بيضوي الأوراق
كونار بيضوي الأوراق (الاسم العلمي:Connarus ovatifolius) هو نوع من النباتات يتبع جنس الكونار من الفصيلة الكونارية.